# سيريل ديفيز (مغني)
سيريل ديفيز (بالإنجليزية: Cyril Davies)‏ هو مغني بريطاني، ولد في 23 يناير 1932 في لندن في المملكة المتحدة، وتوفي بنفس المكان في 7 يناير 1964 بسبب ابيضاض الدم.

## وصلات خارجية
- سيريل ديفيز على موقع الموسوعة البريطانية (الإنجليزية)
- سيريل ديفيز على موقع ميوزك برينز (الإنجليزية)
- سيريل ديفيز على موقع أول ميوزيك (الإنجليزية)
- سيريل ديفيز على موقع ديسكوغز (الإنجليزية)